# Blaze of Glory (альбом Джона Бон Джови)
| Оценки критиков      | Оценки критиков |
| Источник             | Оценка          |
| -------------------- | --------------- |
| AllMusic             | [ 1 ]           |
| Entertainment Weekly | C−              |
| Rolling Stone        | [ 3 ]           |

Blaze of Glory (с англ. — «Сияние славы») — первый сольный альбом американского музыканта, лидера группы Bon Jovi Джона Бон Джови, выпущенный в 1990 году на лейбле Mercury Records. Он также считается саундтреком фильма «Молодые стрелки 2». Эмилио Эстевес попросил у Bon Jovi их песню «Wanted Dead or Alive» с альбома Slippery When Wet в качестве темы для своего предстоящего фильма-сиквела про Билли Кида, но вместо этого Джон Бон Джови сочинил несколько песен для этого фильма. В записи альбома приняли участие такие звёзды, как Элтон Джон, Литтл Ричард и Джефф Бек. Заглавная песня этого альбома — «Blaze of Glory» — номинировалась в 1991 году на премию «Оскар» в категории «Лучшая музыка к фильму». В тот же год песня получила «Золотой глобус» в аналогичной номинации, а также была выдвинута на премию «Грэмми».

## Информация об альбоме
Тексты песен этого альбома в основном посвящены теме искупления и избавления человека от прошлых заблуждений, а также проблеме славы, испытания «медными трубами». Джон Бон Джови заявил в фильме 100,000,000 Bon Jovi Fans Can’t Be Wrong, что его первоначальное видение альбома и всего фильма, в частности основных протагонистов Билли Кида и Пэта Гаррета, было более простым и примитивным, лишь затем он пришёл к выводу, что на самом деле всё обстоит глубже и героев нельзя рассматривать в отрыве от тогдашней действительности Дикого Запада. Альбом ознаменовал собой постепенный переход Джона Бон Джови как автора песен к «более серьёзной», по сравнению с предыдущими альбомами группы Bon Jovi, тематике. Через два года это явственно проявилось в следующем альбоме его группы — Keep the Faith.
Эмилио Эстевес изначально обратился к группе Bon Jovi, попросив у неё разрешения включить песню «Wanted Dead or Alive» в саундтрек. Джон не был уверен в том, что именно эта песня подойдёт для фильма. Однако в дальнейшем он загорелся этой идеей и решил написать новую песню для фильма, которая бы больше соответствовала ему. Он быстро написал песню «Blaze of Glory» и продемонстрировал её в сопровождении акустической гитары в пустыне Нью-Мексико для Эстевеса и сценариста Джона Фаско. После небольшого совещания со своими co-продюсерами эта песня была утверждена в качестве главной музыкальной темы фильма. Кифер Сазерленд в интервью для журнала Uncut сказал: «Когда Джон (Бон Джови) присоединился к команде „Молодых стрелков 2“, мы ели гамбургеры в закусочной, а Джон что-то набрасывал на бумажной салфетке минут пять-шесть. Затем он сказал нам, что написал песню. Позже он дал Эмилио Эстевесу эту салфетку. Мы жевали гамбургеры, когда он написал один из своих величайших хитов… Лично я теперь чувствую себя глупцом и бездарем».
Позже были сделаны видеоклипы к песням «Blaze of Glory», «Miracle» и «Dyin' Ain’t Much of a Livin» с этого альбома.
Слова песни «Санта-Фе» цитируются в романе Ника Хорнби About a Boy. Песня также цитируется в фильме «Фанатик» (2000).

## Позиции в чартах
Альбом достигал строчки № 3 в Billboard 200 и № 2 в UK Albums Chart.
Заглавный трек «Blaze of Glory» был выпущен как лид-сингл, стал хитом № 1 в Billboard Hot 100 и Mainstream Rock Charts. «Miracle» был выпущен как второй сингл и побывал на #12 в Billboard Hot 100 и #20 на Mainstream Rock Charts. Третий сингл, «Never Say Die», попал в хит-парады Австралии, Канады и Польши, но не США. «Dyin Ain’t Much of a Livin» и «Santa Fe» были выпущены в качестве промосинглов.
В 1998 году вышел ремикс песни «Bang a Drum» в исполнении кантри-певца Криса Ледукса. Композиция была выпущена в качестве сингла с музыкальным видео и достигла № 68 в чарте Hot Country Songs.

## Фильм
«Молодые стрелки 2» — фильм-вестерн 1990 года, является сиквелом фильма «Молодые стрелки» (1988). В ролях: Эмилио Эстевес, Кифер Сазерленд, Лу Даймонд Филлипс, Кристиан Слейтер. В роли Пэта Гаррета — Уильям Петерсен. Сценарист и продюсер — Джон Фаско. Режиссёр — Джефф Мёрфи.
Джон Бон Джови также сыграл эпизодическую роль в этом фильме — одного из заключенных в яме, вместе с Доком и Чавесом.

## Список композиций
Все песни написаны Джоном Бон Джови, кроме отмеченных.
1. Billy Get Your Guns — 4:49
2. Miracle[англ.] — 5:09
3. Blaze of Glory[англ.] (Джон Бон Джови, Дэнни Корчмар) — 5:42
4. Blood Money — 2:34
5. Santa Fe — 5:43
6. Justice in the Barrel — 6:48
7. Never Say Die[англ.] — 4:54
8. You Really Got Me Now — 2:24
9. Bang a Drum[англ.] — 4:35
10. Dyin' Ain’t Much of a Livin' — 4:46
11. Guano City (Алан Сильвестри) 1:16

Примечание: в фильме звучат только песни «Billy Get Your Guns», «Blaze of Glory» (обе звучат в финальных титрах) и отрывок из песни Сильвестри.

## Персонал
- Джон Бон Джови — вокал, бэк-вокал, гитара, фортепиано, губная гармоника, продюсер
- Джефф Бек — электрогитары
- Элтон Джон — фортепиано, бэк-вокал
- Литтл Ричард — фортепиано, вокал
- Ричи Самбора — гитара, слайд-гитара
- Лу Даймонд Филлипс — вокал
- Кенни Аронофф[англ.] — ударные, перкуссия
- Роббин Кросби[англ.] — гитара
- Боб Глоб[англ.] — бас
- Рэнди Джексон — бас
- Рон Джейкобс — инженер
- Дэнни Корчмар[англ.] — гитара, продюсер
- Дейл Лави — ручные хлопки
- Мирна Мэтьюз — бэк-вокал
- Альдо Нова — гитары, клавишные, фортепиано, бубен
- Фил Парлапиано — аккордеон
- The Runners — ручные хлопки
- Брайан Шеубл — инженер
- Алан Сильвестри — аранжировщик
- Бенмонт Тенч[англ.] — орган, фортепиано
- Джулия Уотерс — вокал, бэк-вокал
- Максин Уотерс — бэк-вокал
- Уэдди Уочтел[англ.] — гитара, слайд-гитара

## Производство
- Продюсеры: Джон Бон Джови, Дэнни Кортчмар
- Инжиниринг: Брайан Шеубл, Роб Джейкобс
- Координатор производства: JD Dworkow

## Чарты и сертификации
| Чарт (1990)     | Высшая позиция | Сертификация  |
| --------------- | -------------- | ------------- |
| UK Albums Chart | 2              | Золото        |
| Billboard 200   | 3              | 2х Платиновый |